# توافق پاریس
توافق پاریس (فرانسوی: Accord de Paris‎)، که با نام پیمان پاریس نیز شناخته می‌شود، ذیل چارچوب پیمان‌نامه سازمان ملل در تغییر اقلیم (UNFCCC) در رابطه با کاستن از انتشار گازهای گلخانه‌ای، سازگاری و امور مالی است .متن توافق از سوی نمایندگان ۱۹۵ کشور در کنفرانس تغییر اقلیم ۲۰۱۵ سازمان ملل متحد در پاریس مذاکره و با اجماع در ۱۲ دسامبر ۲۰۱۵ تصویب شد. در ۲۲ آوریل ۲۰۱۶ (روز زمین) در مراسمی در نیویورک برای امضا معرفی شد. تا سال ۲۰۱۷، ۱۹۵ عضو UNFCCC این پیمان را امضا و ۱۴۷ کشور آن را به تصویب مجلس خود رسانده‌اند.

## طرف‌ها و امضا کنندگان
اتحادیه اروپا و ۱۹۰ کشور، که ۹۵٪ از انتشارات با منشأ انسانی را به خود اختصاص می‌دهند، پیوستن به توافق را به تصویب رسانده‌اند. تنها کشورهایی که آن را تصویب نکرده‌اند برخی منتشرکنندگان گازهای گلخانه‌ای در خاورمیانه‌اند. ایران با داشتن ۲٪ و ترکیه با ۱٪ از  انتشار کل جهان. اریتره، عراق، لیبی و یمن تنها دیگر کشورهای نپیوسته به این توافق هستند. پس از موافقت وزیر عراقی با این توافق، این کشور قصد دارد آن را تصویب کند.

### خروج و پیوستن مجدد آمریکا
روز ۲ ژوئن ۲۰۱۷ دونالد ترامپ رئیس‌جمهور آمریکا اعلام کرد که که از این توافق انجام شده بیرون می‌آید. در حالیکه رئیس‌جمهور قبلی آمریکا باراک اوباما آن را امضا کرده بود وی دلیل آن را مغایرت با منافع آمریکا عنوان کرد. ترامپ اضافه کرد که خروج از این توافق صنایع زغال‌سنگ و نفت را رونق خواهد بخشید. ترامپ در سخنان خود در کاخ سفید گفت «آمریکا از پیمان پاریس خارج می‌شود اما به مذاکرات برای معامله بهتر در این زمینه ادامه می‌دهد.»
روز جمعه ۴ اوت ۲۰۱۷ ایالات متحده آمریکا طی نامه‌ای به سازمان ملل متحد رسماً تصمیمش برای خروج از معاهده اقلیمی پاریس را اعلام کرد. در نامه وزارت خارجه آمریکا تصریح شده‌است که واشینگتن تا زمان خروج نهایی از این پیمان در ۲۰۱۹ در مذاکرات مربوط به این معاهده جهانی حاضر خواهد شد.
در واکنش، آنتونیو گوترش در سخنرانی خود در روز ۳۰ مه ۲۰۱۷ در دانشگاه نیویورک اجرای این توافق را کاملاً ضروری دانست و اضافه کرد همه جهانیان باید به آن پای‌بند باشند وی اشاره به مناقشاتی کرد که در این رابطه بین آمریکا و اروپا در جریان است. آنگلا مرکل روز جمعه ۲۶ مه ۲۰۱۷ در حاشیه اجلاس جی۷ گفت:«همه رهبران از دونالد ترامپ خواستند از تصمیم خود عقب‌نشینی کند اما او نپذیرفت.» روز جمعه ۲ ژوئن ۲۰۱۷ روسیه اعلام کرد که به تصمیم خود برای پیوستن به این توافق پای‌بند است. خبرگزاری ریا نووستی روسیه به نقل از آرکادی دورکوویچ معاون نخست‌وزیر روسیه نوشت فکر نمی‌کند تصمیم آمریکا مبنی برخروج از توافق اقلیمی روی تصمیم روسیه اثر بگذارد. شماری از رهبران جهان از جمله امانوئل ماکرون، رئیس‌جمهور فرانسه، تلاش می‌کردند که دونالد ترامپ، رئیس‌جمهور اسبق ایالات متحده را وادار به تغییر در تصمیمش کنند.
در طول مبارزات انتخاباتی سال ۲۰۲۰ ریاست جمهوری در آمریکا، جو بایدن نامزد حزب دموکرات بارها از تصمیمش برای بازگشت آمریکا به این توافق سخن گفت و وعده داد در صورت پیروزی در انتخابات به این توافقنامه باز خواهد گشت. در نهایت و بعد از پیروزی جو بایدن در این انتخابات او در نخستین روز کاری خود به عنوان رئیس جمهور ایلات متحده چندین فرمان اجرایی صادر کرد که یکی از آنان بازگشت آمریکا به توافق اقلیمی پاریس بود.
| طرف یا امضا کننده   | درصد گاز گلخانه‌ای مورد تصویب |     | تاریخ امضا    | تاریخ تصویب مجلس | زمان اجرای توافق | زمان اعلام خروج | زمان ابلاغ خروج به ضامن |
| ------------------- | ---------------------------- | --- | ------------- | ---------------- | ---------------- | --------------- | ----------------------- |
| ایالات متحده آمریکا | ۱۷٫۸۹٪                       | 30% | ۲۲ آوریل ۲۰۱۶ | ۳ سپتامبر ۲۰۱۶   | ۴ نوامبر ۲۰۱۶    | ۱ ژوئن ۲۰۱۷     | ۴ اوت ۲۰۱۷              |
| کل                  | ۱۷٫۸۹٪                       |     |               |                  |                  | ۱               | ۱                       |

## محتوا

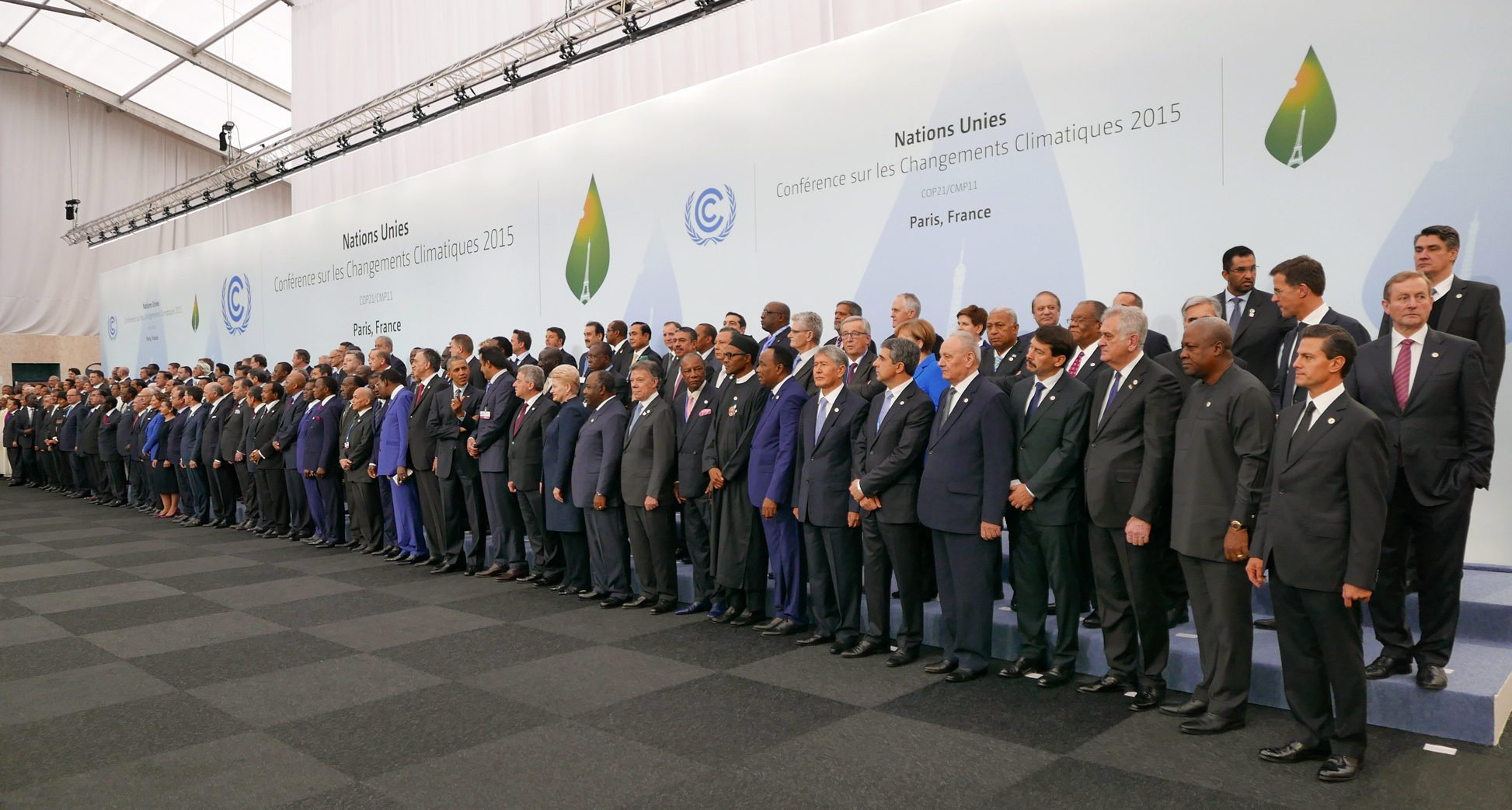
سران هیئت ها در کنفرانس تغییرات آب و هوایی سازمان ملل متحد در پاریس ۲۰۱۵

هدف این توافق، همان‌طور که در ماده ۲ آن توضیح داده شده، داشتن واکنشی قوی‌تر نسبت به خطر تغییر اقلیم است؛ و به دنبال ارتقای اجرای چارچوب پیمان‌نامه سازمان ملل در تغییر اقلیم (unfccc) از طرق زیر است:
(آ) نگه داشتن افزایش میانگین دمای جهانی بسیار پایین‌تر از ۲ درجه سلسیوس بالاتر از سطوح پیشاصنعتی و پی گرفتن تلاش‌ها برای محدود کردن افزایش دما به ۱٫۵ درجه سلسیوس بالاتر از سطوح پیشاصنعتی، توجه به این که این کار ریسک‌ها و اثرات تغییر اقلیم را به‌طور قابل توجهی کاهش خواهد داد.
(ب) افزایش قابلیت انطباق با اثرات تغییر اقلیم و حمایت از تاب آوری اقلیمی و توسعه کم انتشار گازهای گلخانه ای، به شیوه ای که تولید غذا را تهدید نکند.

(پ) سازگار کردن شارش مالی با مسیری به سوی انتشارات گلخانه ای پایین و توسعه اقلیم تاب آور

## پیاده‌سازی و اثربخشی
توافق پاریس از طریق خط مشی‌های ملی در بخش‌های گوناگون اقتصاد پیاده‌سازی می‌شود. نگهداری انرژی کلی لازم است افزایش یابد تا شدت مصرف انرژی اقتصاد جهانی کم شود. نیاز به سوزاندن سوخت فسیلی باید کم شود، در حالی که سهم انرژی پایدار لازم است به سرعت رشد کند. در حالی که در بخش برق انتشارات به سرعت در حال کاهشند، پیاده‌سازی در بخش ساختمان، حمل و نقل و گرمایش نیاز به تلاش بیشتری دارد. برخی صنایع برای کربن زدایی با مشکل مواجهند، و برای رسیدن به وضعیت کربن‌خنثی نیاز به جذب کربن دی اکسید دارند.